# مانوک هوسپیان
مانوک کاراپتی هوسپیان (ارمنی: Մանուկ Կարապետի Հովսեփյան؛ زاده ۱۸ اکتبر ۱۹۱۸ - درگذشته ۱۵ ژانویهٔ ۱۹۸۴) نقاش اهل ارمنستان بود.

## زندگی‌نامه
وی در ۱۸ اکتبر ۱۹۱۸ در کراسنودار به دنیا آمد و از کالج دولتی هنرهای زیبای پانوس ترلمزیان و انستیتو دولتی هنری و نمایشی ایروان فارغ‌التحصیل گشت. وی همچنین برنده جوایزی همچون نقاش شایسته ارمنستان شوروی (۱۹۶۳) شد. وی در ۱۵ ژانویهٔ ۱۹۸۴ در سن ۶۵ سالگی در ایروان درگذشت.